# Соболевский, Сергей Иванович

Серге́й Ива́нович Соболе́вский (13 [25] августа 1864, Москва, Российская империя — 6 мая 1963, там же, СССР) — российский и советский филолог-классик, переводчик, преподаватель, профессор Московского университета (с 1892). Член-корреспондент АН СССР (с 1928). Младший брат филолога-слависта А. И. Соболевского.

## Биография
Родился 13 (25) августа 1864 года в семье отставного губернского секретаря, бывшего квартальным надзирателем в Москве, а затем занявшегося адвокатурой. Окончил в 1882 году с золотой медалью 5-ю Московскую гимназию (где его учителем был В. Г. Зубков) и поступил на историко-филологический факультет Московского университета. В 1886 году окончил университет со степенью кандидата и золотой медалью за сочинение «Употребление времён и наклонений в греческом языке сравнительно с употреблением их в латинском и в русском» и был оставлен в нём для приготовления к профессорскому званию. В следующем году он начал в университете свою преподавательскую деятельность. Одновременно, преподавал древнегреческий язык в двух московских гимназиях.
В мае 1890 года, после защиты магистерской диссертации («De praepositionum usu Aristophaneo», автором написана на латинском языке), Соболевский стал приват-доцентом по кафедре классической филологии; в 1892 году, после защиты докторской диссертации («Syntaxis Aristophaneae capita selecta», автором написана на латинском языке), назначен сверхштатным экстраординарным профессором, в 1896 году — штатным экстраординарным, в 1899 году — ординарным профессором; 11 мая 1915 года С. И. Соболевский получил звание заслуженного ординарного профессора и занимал эту должность вплоть до закрытия историко-филологического факультета в 1921 году.
А. Ф. Лосев рассказывал о своем учителе греческого Соболевском, смешно подражая его щепетильной манере говорить: «Я вам очень рекомендую читать словарь. Вот я был на юге, на пляже, и читал словарь. Очень интересно. Гораздо интереснее, чем читать роман! Гораздо больше неожиданностей».
С 1907 года также — профессор московского археологического института по кафедре греческой палеографии. Греческий язык и словесность Соболевский преподавал в московской духовной академии: с октября 1909 — доцент, затем экстраординарный, с 1912 года — ординарный профессор. С 1909 года — действительный статский советник.
В 1921—1928 годах он работал в Научно-исследовательском институте языка и литературы (по другим сведениям он был действительным членом института с 1922 по 1931 год); в 1924—1928 годах вёл занятия по древним языкам на московских литературных курсах. В 1934 году он (вместе с академиком М. М. Покровским) руководил созданием классического отделения в Московском институте философии, литературы и истории (МИФЛИ) и много лет преподавал на нём. Одновременно, с 1934 по 1942 год С. И. Соболевский был профессором исторического факультета 1-го МГУ. Когда в результате объединения МГУ и МИФЛИ в Московском университете появился филологический факультет, Соболевский вновь стал профессором кафедры классической филологии (возглавил кафедру профессор С. И. Радциг). На занятия студенты приходили домой к Сергею Ивановичу.
Кроме того, с осени 1937 года он работал в Институте мировой литературы АН СССР; с 1948 года заведовал античным отделом. С осени 1941 до 1951 года он состоял профессором древних языков в московском городском педагогическом институте, а в мае 1944 года был назначен старшим научным сотрудником сектора классической филологии при Институте языка и мышления им. Н. Я. Марра. Также работал в Государственной академии художественных наук (ГАХН).
С 1904 года — вплоть до конца своей жизни — жил в Нижнем Кисловском пер., дом 8/2, строение 2 (т. н. Дом работников искусств, архитектор Загорский).
Умер 6 мая 1963 года. Похоронен на Ваганьковском кладбище (12 уч.).

## Основные работы

### Монографии
- De praepositionum usu Aristophaneo. Mosquae, 1890. (магистерская диссертация)
- Syntaxis Aristophaneae capita selecta. De sententiarum condicionalium temporalium relativarum formis et usu. Mosquae, 1891. (докторская диссертация)
- ΙΠΠΗΣ. Комедия Аристофана: Лекции экстра-орд. проф. С. И. Соболевского, чит. в 1897-98 акад. году на V—VIII семестрах Классич. и Словесного отд-ний Историко-филол. фак. Моск. ун-та. — Москва: Литография Общества распр. пол. книг, 1898. (Написано от руки, литография)
- Аристофан и его время. М., 1957.
- Греческий язык библейских текстов. Κοινή. — М.: Издательство Московского Подворья Свято-Троицкой Сергиевой Лавры, 2013.

### Учебники и грамматики
- Хрестоматия для переводов с латинского языка на русский. Ч. 1. М., 1938[11].
- Древнегреческий язык: Учебник для высших учебных заведений / Ред. И. Х. Дворецкий. М.: Изд-во литературы на иностранных языках, 1948. Репринты: СПб.: Летний сад, 1999; М.: Лань, 2002.
- Грамматика латинского языка. Часть первая (теоретическая). Морфология и синтаксис. 3-е изд. М.: Изд-во литературы на иностранных языках, 1948; 1950. Репринты: СПб.: Летний сад, 1998; М.: Лань, 2003.
- Грамматика латинского языка. Часть вторая (практическая). Синтаксис. М.: Изд-во литературы на иностранных языках, 1947. Репринт: М.: Лань, 2003.
- Учебник латинского языка. М.: Изд-во литературы на иностранных языках, 1953. (Репринтн. изд.: М.: Лань, 2004).

### Комментированные издания
- Гай Юлий Цезарь. Записки о войне с галлами. Кн. I / Введ., коммент. С. И. Соболевского. М., 1946. (Римские классики).
- Гай Юлий Цезарь. Записки о войне с галлами. Кн. II / Введ., коммент. С. И. Соболевского. М., 1946. (Римские классики).
- Гай Юлий Цезарь. Записки о войне с галлами. Кн. III, IV / Введ., коммент. С. И. Соболевского. М., 1947. (Римские классики).
- Публий Теренций. Адельфы: Комедия / Введ., коммент. С. И. Соболевского; Отв. ред. Ф. А. Петровский; С прил. пер. А. В. Артюшкова. М., 1954.

### Переводы
- Сократические сочинения Ксенофонта (1935)
- Речи Лисия (1933)
- Панегирик Исократа
- Басни Эзопа (оба перевода в кн. Греческая литература в избранных переводах. Составил В. О. Нилендер. М., 1939)
- Фрагменты Эпикура
- Сравнительные жизнеописания Плутарха (фрагменты)

Совместно с Г. Ф. Церетели Соболевский издал два альбома греческих рукописей — «Exempla codicum Graecorum» (1911—1913). Он был редактором и одним из авторов «Истории греческой литературы» в 3 т. (1946—1960) и «Истории римской литературы» в 2 т. (1959—1962), а также редактором и автором грамматического приложения к единственному в своем роде фундаментальному «Древнегреческо-русскому словарю», составленному И. Х. Дворецким (1958).

### Неопубликованные материалы
В Архиве РАН находится личный архив Сергея Ивановича Соболевского (Фонд 695, в составе фонда 617 единиц хранения за 1873—1962 гг.), который содержит его научные труды (включая подготовительные материалы к ним), биографические документы (как личные документы, так и служебные отчеты, программы лекционных курсов), переписку, отзывы и рецензии, и фотографии.

## Награды
- орден Ленина (10 июня 1945)
- Орден Анны III степени
- Орден Владимира III и IV степеней
- Серебряная медаль на Андреевской ленте
- Орден Трудового Красного знамени (4 ноября 1944) — за выдающиеся заслуги в деле подготовки специалистов для народного хозяйства и культурного строительства
- Медаль «За доблестный труд в Великой Отечественной войне 1941—1945 гг.» (1947)
- Медаль «В память 800-летия Москвы»